# 2000–2009

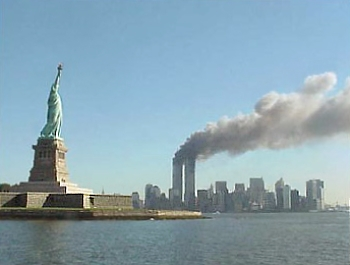
Útok na WTC dne 11.9.2001.

| 1990–1999 | 2000 | 2001 | 2002 | 2003 | 2004 | 2005 | 2006 | 2007 | 2008 | 2009 | 2010–2019 |

Roky 2000–2009 se v češtině obvykle souhrnně nepojmenovávají, zřídka je užíván termín nultá léta 21. století, nebo jsou označovány první léta, první desetiletí, počátek 21. století apod.
Začátek desetiletí provázely dozvuky jevů souvisejících s přelomem století a tisíciletí, zejména tzv. Y2K problém v informačních technologiích nebo předpovědi konce světa. Spojené státy po útocích z 11. září 2001 vyhlásily válku proti terorismu, která definovala nového nepřítele (terorismus) a zažehla válku v Afghánistánu a Iráku. Bushova doktrína z roku 2006 navíc zavedla preventivní války a de facto zrušila princip neútočení. Ve střední a východní Evropě ovlivnilo politicko-ekonomický vývoj rozšíření Evropské unie.
Další rozmach Internetu a některých technologií stimuloval tzv. počítačové pirátství a související změny v obchodních modelech softwarového, hudebního a filmového průmyslu, v literatuře a médiích, v pojetí a vymáhání autorského práva a informací. Došlo k rozšíření filmových 3D technologií, LCD displejů, dotekových displejů, digitálních foťáků a dále ke zrodu a uživatelskému rozmachu sociálních sítí jako Facebook (2004), YouTube (2004), Twitter (2006). Firmy budují svou on-line prezentaci, sociální sítě se pro ně stávají další cestou k zákazníkům; bují e-commerce. Program Skype umožnil videohovory odkudkoli s internetovým připojením, a iPhone (2007) odstartoval éru „chytrých telefonů“, které k mobilní telefonii přidaly konektivitu k internetu, ekosystém mobilních aplikací, GPS a další. První dekáda 21. století zaznamenala také vzestup sledovacích systémů (tzv. CCTV) a sbírání biometrických údajů. Technologický boom v komunikacích doprovázelo sdílení soukromí, sběr dat o uživatelích, ale i určitá ztráta soukromí.
V roce 2002–2003 proběhla epidemie SARS v Číně, v letech 2003–2006 ptačí chřipka/H5N1 v Evropě, Asii a severní Africe a v letech 2009–2010 pandemie prasečí chřipky.
K závěru desetiletí se projevila zejména v euro-atlantickém prostoru finanční krize a ekonomická deprese.

## Události v České republice
Od roku 1998 v České republice vládla jednobarevná vláda České strany sociálně demokratické (ČSSD) v čele s premiérem Milošem Zemanem, která díky Opoziční smlouvě získala tichou podporu Občanské demokratické strany (ODS). 1. ledna 2000 vzniklo na základě zákona o vytvoření vyšších územních samosprávných celků celkem 14 nových krajů, přičemž hlavní město Praha získala postavení kraje i obce. V krajských i senátních volbách v listopadu 2000 získala výrazné zastoupení Čtyřkoalice. V prosinci 2000 vypukla krize v České televizi po jmenování Jiřího Hodače ředitelem ČT, kdy redaktoři zpravodajství odmítli jeho vedení a novou šéfku Janu Bobošíkovou, což vedlo k paralelnímu vysílání dvou verzí zpravodajství. Pozemní vysílače šířily oficiální verzi zpravodajství, satelit a některé kabelové sítě přenášely „vzbouřenecké“ vysílání, které diváci sledovali i na veřejných projekcích před budovou České televize.
V lednu 2001 byl lídrem Čtyřkoalice zvolen Cyril Svoboda a v květnu se stal i předsedou KDU-ČSL. V dubnu čele ČSSD po osmi letech vystřídal premiéra Miloše Zemana ministr práce a sociálních věcí Vladimír Špidla. 
V červnu 2002 v parlamentních volbách zvítězila ČSSD a prezident Václav Havel o měsíc později jmenoval novou vládu premiéra Vladimíra Špidly, kterou tvořila koalice ČSSD, KDU-ČSL a US-DEU. V srpnu při rozsáhlých povodních zemřelo 17 lidí. V listopadu se v Praze konal summit NATO, na kterém byli Bulharsko, Estonsko, Litva, Lotyšsko, Rumunsko, Slovensko a Slovinsko přizváni k zahájení vstupních rozhovorů. Dosavadní předseda ODS Václav Klaus hodlal kandidovat na úřad prezidenta České republiky a v prosinci byl proto novým předsedou zvolen Mirek Topolánek. Na konci prosince zanikly dosavadní okresní úřady a jejich kompetence od nového roku přešly na nově zřízené obce s rozšířenou působností.
V únoru 2003 byl zvolen novým českým prezidentem Václav Klaus. V červnovém referendu se více než 77 % hlasujících vyslovilo pro vstup České republiky do Evropské unie. V listopadu byl Miroslav Kalousek zvolen předsedou KDU-ČSL.
1. května 2004 Česko se spolu s dalšími devíti zeměmi stalo členem Evropské unie. V červnu se konaly první volby do Evropského parlamentu. Zvítězila v nich opoziční ODS a vládní ČSSD skončila na pátém místě. V reakci na tyto výsledky odstoupil Vladimír Špidla z funkce premiéra i předsedy ČSSD. V srpnu prezident Václav Klaus jmenoval novou vládu dosavadního ministra vnitra Stanislava Grosse. V listopadových krajských volbách zvítězila ODS. V prosinci ukončili službu poslední vojáci základní služby a česká armáda se od nového roku stala profesionální.
V lednu 2005 deník Mladá fronta DNES zveřejnil článek o nejasném původu financí na nákup bytu Stanislava Grosse v Praze. Premiér Gross nedokázal situaci vysvětlit. V březnu proto z vlády odešli ministři KDU-ČSL, v dubnu Gross podal demisi a vznikla nová vláda Jiřího Paroubka. V květnu zahájila Česká televize vysílání zpravodajského kanálu ČT24. V červenci na Tachovsku zaútočily stovky policejních těžkooděnců za použití vodních děl a slzného plynu proti účastníkům hudebního festivalu CzechTek 2005. Zásah vyvolal nevoli u veřejnosti a jako nepřiměřený ho označil i Senát a prezident. V prosinci byla na trati z Prahy do Ostravy poprvé v rámci pravidelného spoje nasazena elektrická jednotka 680, tzv. Pendolino.
V parlamentních volbách zvítězila v červnu 2006 ČSSD pod vedením Jiřího Paroubka, ale společně s KSČM nezískala v Poslanecké sněmovně většinu. Nastala ústavní krize. V srpnu jmenoval prezident vládu Mirka Topolánka, která však nezískala důvěru v parlamentu a vládla v demisi. Druhou vládu Mirka Topolánka, tvořenou koalicí ODS, KDU-ČSL a Stranou zelených, prezident jmenoval v lednu 2007. Důvěru ve sněmovně získala díky dvěma poslancům ČSSD, kteří se nezúčastnili hlasování. V lednu také zasáhla Českou republiku bouře Kyrill, při které zemřeli 4 lidé a způsobila rozsáhlé škody. V prosinci 2007 bylo Česko spolu s dalšími osmi zeměmi začleněno do Schengenského prostoru.
Prezident Václav Klaus byl v únoru 2008 zvolen na druhé funkční období. V první polovině roku 2009 předsedala Česká republika Radě Evropské unie. V květnu Poslanecká sněmovna vyslovila nedůvěru vládě Mirka Topolánka a prezident jmenoval úřednickou vládu Jana Fischera. Na přelomu června a července zemřelo při povodních 14 lidí. V září téhož roku Českou republiku navštívil papež Benedikt XVI.

## Hlavy států a političtí lídři
- Francie
  - prezident: Jacques Chirac (1995–2007), Nicolas Sarkozy (2007–2012)
  - premiér: Lionel Jospin (1997–2002), Jean-Pierre Raffarin (2002–2005), Dominique de Villepin (2005–2007), François Fillon (2007–2012)
- Rusko
  - prezident: Vladimir Putin (2000–2008), Dmitrij Medveděv (2008–2012)
  - premiér: Michail Kasjanov (2000–2004), Michail Fradkov (2004–2007), Viktor Zubkov (2007–2008), Vladimir Putin (2008–2012)
- Spojené království
  - královna: Alžběta II. (1952–2022)
  - premiér: Tony Blair (1997–2007), Gordon Brown (2007–2010)
- Spojené státy americké
  - prezident: Bill Clinton (1993–2001), George W. Bush (2001–2009), Barack Obama (2009–2017)
- Vatikán
  - papež: Jan Pavel II. (1978–2005), Benedikt XVI. (2005–2013)
- Česko
  - prezident: Václav Havel (1993–2003), Václav Klaus (2003–2013)
  - premiér: Miloš Zeman (1998–2002), Vladimír Špidla (2002–2004), Stanislav Gross (2004–2005), Jiří Paroubek (2005–2006), Mirek Topolánek (2006–2009), Jan Fischer (2009–2010)
- Německo
  - prezident: Johannes Rau (1999–2004), Horst Köhler (2004–2010)
  - spolkový kancléř: Gerhard Schröder (1998–2005), Angela Merkelová (2005–2021)
- Polsko
  - prezident: Aleksander Kwaśniewski (1995–2005), Lech Kaczyński (2005–2010)
  - premiér: Jerzy Buzek (1997–2001), Leszek Miller (2001–2004), Marek Belka (2004–2005), Kazimierz Marcinkiewicz (2005–2006), Jarosław Kaczyński (2006–2007), Donald Tusk (2007–2014)
- Rakousko
  - prezident: Thomas Klestil (1992–2004), Heinz Fischer (2004–2016)
  - spolkový kancléř: Wolfgang Schüssel (2000–2007), Alfred Gusenbauer (2007–2008), Werner Faymann (2008–2016)
- Slovensko
  - prezident: Rudolf Schuster (1999–2004), Ivan Gašparovič (2004–2014)
  - premiér: Mikuláš Dzurinda (1998–2006), Robert Fico (2006–2010)

## Úmrtí
Během tohoto desetiletí z osobností zemřeli politici Ronald Reagan, Boris Jelcin, Saddám Husajn, Augusto Pinochet, Gerald Ford, Jásir Arafat, Slobodan Milošević, papež Jan Pavel II., umělci Lída Baarová, Waldemar Matuška, Karel Svoboda, Jiří Sovák, Vlastimil Brodský, Michael Jackson, Johnny Cash, Patrick Swayze a George Harrison, spisovatelé Astrid Lindgrenová, Alexandr Solženicyn a Zdeněk Jirotka či další osobnosti jako Emil Zátopek a Jiří Hanzelka.